# 570 (tal)
570 är det naturliga heltal som följer 569 och följs av 571.

## Matematiska egenskaper
- 570 är ett jämnt tal.
- 570 är ett sammansatt tal.
- 570 är ett ymnigt tal.
- 570 är ett praktiskt tal.
- 570 är ett kvadratfritt tal.

## Inom vetenskapen
- 570 Kythera, en asteroid.